# Nelo lippa
Nelo lippa är en fjärilsart som beskrevs av William Schaus 1892. Nelo lippa ingår i släktet Nelo och familjen mätare. Inga underarter finns listade i Catalogue of Life.